# Język oroko
Język oroko – słabo poznany język bantu używany w Kamerunie; 106 tys. użytkowników (2000).